# Włókowanie
Włókowanie – najpłycej działająca uprawka doprawiająca rolę, wykonywana za pomocą włóki, polegająca na jej ciągnięciu (wleczeniu) po powierzchni pola. Wyrównuje powierzchnię gleby, kruszy powstające zimą zaskorupienie, ugniata glebę, niszczy drobne kiełkujące chwasty. Nie rozbija brył, tylko wciska je w powierzchnię gleby. Jest to sposób uprawy roli rzadko stosowany obecnie jako samodzielna uprawa, ale lekka włóka bywa często stosowana w agregatach uprawowych, w których wyrównuje powierzchnię pola.

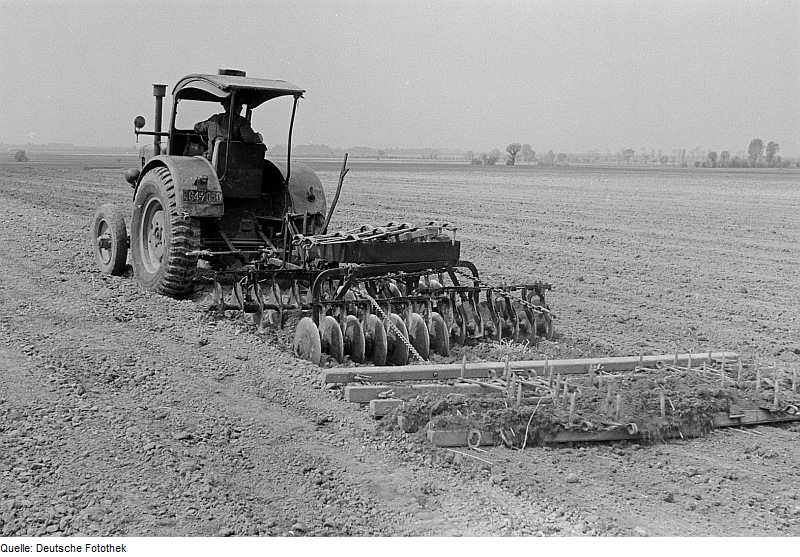
Włóka beleczkowa dociążona broną zębową działa energiczniej

Włókowanie może być z powodzeniem zastąpione przez dające znacznie więcej korzyści bronowanie. W tradycyjnej uprawie roli był to pierwszy zabieg stosowany po orce głównie w celu wyrównania pola, w przypadku orki przedzimowej wykonywany na wiosnę. Niemniej jednak włókowanie może okazać się przydatne w uprawie roli wczesną wiosną. Włókowanie bywa stosowane wiosną na pastwiskach i łąkach, jako uprawa przyspieszająca wzrost traw i powodująca wyrównanie powierzchni poprzez likwidację kretowisk i innych nierówności.
Zalety włókowania:
- przyspieszenie ogrzewania się roli wczesną wiosną po ustąpieniu pokrywy śnieżnej,
- pobudzenie nasion chwastów do kiełkowania, co powoduje, że można je wcześniej zniszczyć,
- zmniejszenie szybkości parowania wody z gleby.

Wady włókowania:
- powodowanie wtórnego zaskorupiania się roli,
- brak skuteczności na glebach piaszczystych,
- krótkotrwały efekt – od kilku do kilkunastu dni.